# Salas (Astúries)
Salas és un conceyu del Principat d'Astúries al centre-occident de la regió. Tal com diuen les guies turístiques, Salas és "la Puerta del Occidente" d'Astúries, limita al nord amb Valdés, Cudillero i Pravia, al sud amb Belmonte de Miranda, a l'est amb Pravia, Candamu i Grau i a l'oest amb Tinéu, i novament, amb Valdés. La capital del concejo és la vila homònima de Sales, i al costat d'aquesta, destaquen les localitats de Cornellana, a l'est a la vega del Narcea, a la seva confluència amb el Nonaya, i La Espina, poble assentat en un estratègic encreuament de camins, a la part alta del Port de La Espina. Des d'on el camí es bifurca en direcció a Tinéu, i d'allí a Pola de Allande o Cangas del Narcea; o bé cap a terres de Valdés, descendint la carretera per la vall de l'Esva cap a Brieves, Trevías o Ḷḷuarca, ja a la costa.

## Història

### Prehistòria i època romana
Els primers indicis que mostren l'existència d'ocupació humana al concejo provenen de diverses troballes, dispersos per tot el municipi, de materials lítics de moments paleolítics. Les primeres proves més sòlides es corresponen amb el període megalític, sent manifestada la seva existència en diversos llocs amb formacions de necròpolis tumulars. Són de destacar els túmuls de la Serra de les Traviesas a Leiguazu, el túmul de Terra Riba a Cermoño, la necròpoli de La Campa de San Juan a Mallecina i la necròpoli de Penausén a l'altura de Carrales (La Bouga). De l'edat del bronze es descobriren diversos materials metàl·lics com una destral plana de bronze trobada al Regueru Secu (Figares), i les destrals de taló i anelles d'Alava i Malleza.
Es coneixen alguns castros a Casazorrina, Alava, Láneo, Linares, Priero, Godán, Santiago de la Barca, San Esteban de las Dorigas, San Antolín de las Dorigas, Figares i Soto de los Infantes. Cap d'ells ha rebut l'atenció arqueològica que ens confirmi la seva adscripció cronològica o cultural, tot i que seria d'esperar que arrenquessin a l'edat del ferro fins a arribar als primers moments de l'època romana. L'ocupació romana deixa diverses mostres al concejo, sent importants les nombroses explotacions auríferes que es manifesten amb múltiples curtes mineres -com les de Godán-Ablaneda, Carlés, El Courío); canals hidràulics -com els que van des de La Pereda fins a Ablaneda i Godán-; i estanys de captació d'aigua -com els de Els Muel·les o el Pozu Ful·leirico-. En relació de proximitat a les labors extractives d'Ablaneda, va aparèixer una làpida que contenia la inscripció romana de: "aquí jeu Flavio Cabarco, fill d'Auledo i de Caya, de la tribu o la família de Beriso mort als XV anys". Altres proves relacionades amb la presència romana són les restes d'una vila romana a Doriga i multitud de topònims que podrien fer-nos intuir la seva procedència romana.

### Edat mitjana

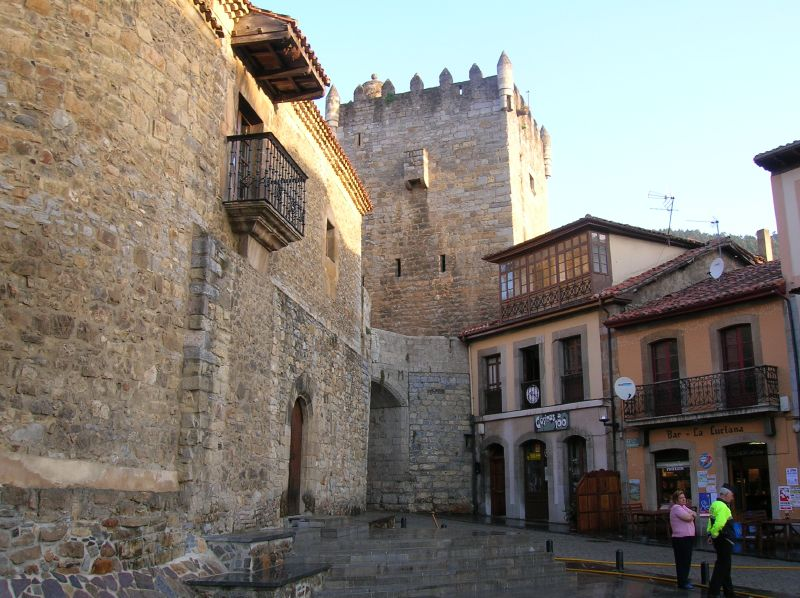
Palau Valdés-Salas, al centre de Salas

La primera notícia documentada de Salas, correspon a l'època medieval i es fa referència a una donació efectuada pel príncep Gonzalo l'any 896 al bisbat Ovetense, cedint-li diversos béns entre els quals hi havia l'església de San Martín. Fruela II d'Astúries cedeix al 912 la Vila Azeliana a Salas i Anonaya, i el 1006, la reina Velasquita cedeix el monestir de San Martín de Salas. De l'any 1024 data la fundació d'un monestir que estaria lligat estretament amb el concejo. Es tracta del monestir de San Salvador de Cornellana, construït per ordre de la infanta Cristina i que seria cedit l'any 1122 pel comte Suero Bermúdez i la seva esposa Enderquina a l'ordre de Cluny. El 21 de juliol d'aquest any, Alfons VII concedeix i delimita el vedat del monestir, la jurisdicció del qual va dependre la població, fins que passà al municipi independent de Salas el 1827, ja entrat el segle xix.
El 1138, Alfons VII de Castella va atorgar les localitats de Salas, Lamuño, i els vedats de San Salvador i Linares a la família Lamuño, passant aquestes localitats a ser el Senyoriu de Salas, la família Lamuño matindria el títol de Senyors de Salas fins a l'abolició dels Senyorius el 1837. L'actual escut de Salas és el d'aquesta família. La vila de Salas apareix en fonts documentals associades al riu que flueix per les seves terres, coneixent-se com Salas de Nonaya. Salas va anar poblant-se a poc a poc, arribant a aconseguir el 1277 la carta de poblament per obra i gràcia d'Alfons X el Savi, instituint-se la vila i el concejo de Sales.
El nucli generador de la pobla el constituïa un castell donat per la reina Urraca el 1120 al Comte Sèrum. Aquesta concessió de pobla implicarà diversos conflictes amb el vedat monacal de San Salvador de Cornellana al que va desplaçar la influència sobre la zona. El 1277, Salas ja exerceix vida municipal signant la carta de germanor amb els concejos d'Avilés, Pravia, Grado, Somiedo, Valdés, Tinéu, Cangas del Narcea i Allande, tenint lloc aquest esdeveniment a La Espina.
A principis del segle xiv, el 1301, va haver-hi un conflicte entre l'arquebisbe d'Oviedo i el consell de Valdés perquè els habitants del vedat de Lavio eren rebuts com veïns a Cadavéu. Així mateix, el 1316, durant la minoria d'edat d'Alfons XI de Castella, Sales forma part, juntament amb molts altres concejos asturians d'una germanor que tenia com principal objectiu mantenir l'ordre en aquells díficils moments. Ja en la segona meitat del segle xiv, entre 1373 i 1382, Salas cau sota el senyoriu del comte Alfons, fill bastard d'Enric II de Castella. No obstant això, la infatigable activitat subversiva del comte no va trigar a provocar el final d'aquest breu parèntesi en la història concejil de Salas.
A finals del segle xv, el 1490, neix una nova germanor formada pels concejos de Grado, Pravia, Salas, Valdés i Miranda que sol·liciten als monarques el reconeixement d'una personalitat jurídica unitària. Aquests concejos estarien, més tard, units al mateix partit dins de la junta General del Principat d'Astúries. A les juntes anteriors a la formació del Principat d'Astúries, Salas va estar representada per mediació de Pedro Díaz de Salas i García Fernández de Doriga.
A partir de 1594, la representació del consell ve donada per les famílies Doriga i Malleza que acabarien entroncant-se en un mateix llinatge. El consell sempre va ser lloc de passada obligat a les peregrinacions cap a Santiago pel seu recorregut interior, fet que va fer que al territori hi haguessin hospitals per a atendre aquestes persones, resultant de certa importància els de Cornellana, Salas i La Espina, el qual, cosa curiosa, depenia de la mitra compostel·lana.

### Edat Moderna
A final del segle xvi, el 1594, el concejo de Salas apareix formant part de la Junta General del Principat d'Astúries. Únicament s'escapen del govern municipal els següents vedats: el d'abadenc de Cornellana, que comptava en aquells dies amb uns 100 vassalls (sense contar les vídues), qui menjaven dues vegades a l'any amb l'abat i cadascun dels quals podia valdre 5.000 maravedís; el vedat de Soto de los Infantes; el vedat de Linares, de curta durada i; el vedat de Lavio, jurisdicció epicospal, passa, amb la desamortització de béns eclesiàstics promoguda en temps de Felip II, a ser redimit pels seus veïns el 3 de març del 1583 (per un valor de 706.557 maravedisos), i es converteix llavors en un ajuntament autònom.
Els tres vedats més importants mantenen la seva jurisdicció al marge del concejo a mitjans del segle xviii. El de Cornellana presentava una extensió de 8.790 dies de bous, sumava 116 veïns (sense les vídues) i el seu major hisendat era el monestir, que contava entre els seus béns un molí i la farmàcia. El de Soto de los Infantes comprenia uns 11.280 dies de bous i 60 veïns (també sense les vídues) i pertanyia al marquès de Valdecarzana que, a més, era el seu major hisendat. Finalment, el vedat de Lavio amb 2,5 llegües de perímetre (uns 7,5 km), seguia en mans dels seus veïns; la seva hisenda més rica pertanyia a Fernando de Prado, corregidor de Calatrava.

### Edat Contemporània

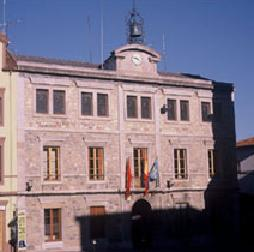
Ajuntament de Salas

El segle xix posarà fi a aquesta situació. El 1804 s'integren les parròquies de San Antolín de les Dorigas, San Esteban de las Dorigas, San Justo de las Dorigas i Santa Eulalia de las Dorigas provinents de Grau. El 1809 el mariscal Michel Ney inicia la invasió francesa d'Astúries per l'occident i passa per Salas. Fins al 17 de maig, havent arribat ja les tropes de Napoleó Bonaparte a Cornellana, el marquès de la Romana, general de l'exèrcit de defensa, no adverteix la situació, perduda ja tota capacitat de resposta. Amb la segona invasió del 1810, dirigida pel mariscal Bonet des de l'orient d'Astúries, l'exèrcit asturià va instal·lar la seva caserna general a la vila, però les seves línies van ser trencades i la localitat va tornar a ser ocupada.
Així mateix, el 1836, durant la Primera Guerra Carlina, la partida manada pel general Pablo Sanz va sofrir una contundent derrota el 24 d'octubre després de fracassar en el seu intent de prendre Oviedo. El 1820, Sales es converteix en el capdavant del partit judicial i durant el trienni liberal es crea un ajuntament independent a La Espina amb jurisdicció també sobre altres llocs. Però l'any més important serà 1827, data en la qual s'integren al consell els històrics vedats de Cornellana, Soto de los Infantes i Lavio (el fugaç concejo de La Espina ja ho havia fet en 1823). Quan, el 1829, es segreguen les parròquies de Folgueras i Cordoveiru, que passen a Pravia, el terme salenc adquireix la seva fisonomia actual. Poc després, el 1835, és suprimit el monestir de San Salvador de Cornellana, el temple del qual passa a ser església parroquial sota l'advocació de Sant Joan Baptista.
La segona meitat del segle xix i primers anys del segle xx van aportar al concejo alguns processos d'importància, sobretot pel que fa a l'aspecte socioeconòmic. S'introdueixen nous cultius com la remolatxa sucrera, destinada a la fàbrica de Pravia i el tabac, fonamentalment a la vega del Narcea (especialment a Láneo). En les primeres dècades del segle xx, s'assisteix a la lenta substitució del policultiu cerealista per un monopoli especialitzat en el bestiar boví, amb destinació als mercats de carn primer i a la producció làctia després. L'arribada dels indians amb riquesa es fa particularment evident a Malleza, anomenada, fins i tot, la petita Cuba. El 1900 es va construir l'ajuntament.
Amb motiu de la revolució de 1934, el general López Ochoa passa per Salas en el seu avanç a la zona central de la regió, on reprimirà la revolta. També afecta Salas la penetració de columnes gallegues durant la guerra civil: la de Tejeiro, que venia per la costa i la de Gómez Iglesias, que venia per l'interior. Ambdues van convergir a La Espina el 27 d'agost de 1936. Les forces conjuntes progressen lentament a causa dels continus combats. És la primera vegada que les tropes de la defensa republicana compten amb suport aeri, circumstància que es fa notar. L'aturada davant Salas li va costar a Tejeiro el comandament de les dues columnes, que Mola va atorgar, aleshores, al tinent coronel De Miguel. El 3 de setembre queia la vila de Salas. Dies després, les columnes dels nacionals intentaren prosseguir el seu avanç, tot i que a Cabruñana xocaren amb una nova oposició que els va fer aturar la marxa. Amb tot, les terres salenques havien quedat ja a la zona nacional, encara que no terminantment. Al novembre, els republicans aconseguiren tallar les comunicacions entre Grado i Salas, tot i que els nacionals van restablir ràpidament la posició, aquesta vegada de forma definitiva.
Ja acabada la guerra, Salas es va incloure al camp d'operacions de la partida guerrillera de José Fernández, àlies Pin de Dimas, després de la seva reaparició el 1947, bastants anys després d'haver-se evadit de presó. El 1959, en el moment que s'anava a iniciar la seva restauració, es va esfondrar bona part de la torre de Salas. La intervenció a la torre va haver de ser més agressiva del que estava previst, donant com a resultat una estranya forma una mica historicista, de cort francesa, que difereix ostensiblement de l'antiga.

## Geografia
La seva superfície total és de 227,10 km², i la seva població actual engloba 6.195 persones, essent la vila capital, La Espina i Cornellana els principals nuclis de població. La carretera N-634, que travessa el consell d'aquest a l'oest, és la seva via de comunicació més important, encara que inminentment cedirà el seu lloc a la nova autovia A-63 (Oviedo-La Espina),que va ser construïda inaugurant-se fins a Doriga el 2009 i fins a Salas el 2011. Completen la seva xarxa viària diverses carreteres regionals i comarcals com l'AS-15 (Cornellana-Port de Cerredo), l'AS-16 (Soto del Barco-Cornellana), l'AS-216 (La Espina-Tinéu) i l'AS-225 (Pravia-Salas).
El terreny del concejo és silurià, com el de la major part de l'occident asturià, predominant les pissarres, amb presència també de grauwacka i quarsita. Hi ha també grups de granit i algunes taques de terreny carbonífer. Entre els minerals que s'obtenen del terreny hi ha magnesita, baritina, caolí, marbre, alabastre i jaciments sense explotar de ferro i coure. Pel que fa a la seva orografia, cal destacar que Salas presenta una orografia de mitja muntanya i bastant homogènia, comprenent més del 80% del terreny a una altitud d'entre 200 i 800 metres. La vila de Salas es troba a una altitud de 239 msnm. Les principals muntanyes són al nord, les serres del Faedo i la Cerezal, al sud les de Courio i Cermoño, a la zona oriental hi ha les serres de Loris i Nisales, La Sollera i part de la de Sandamías, a l'oest tenim les de Labio, Aguión, Cuerva, Las Gallinas, Bodenaya i la Pedival. A la zona central del concejo hi ha Los Priosíos i El Viso, en les faldes del qual hi ha la capital.

### Hidrografia

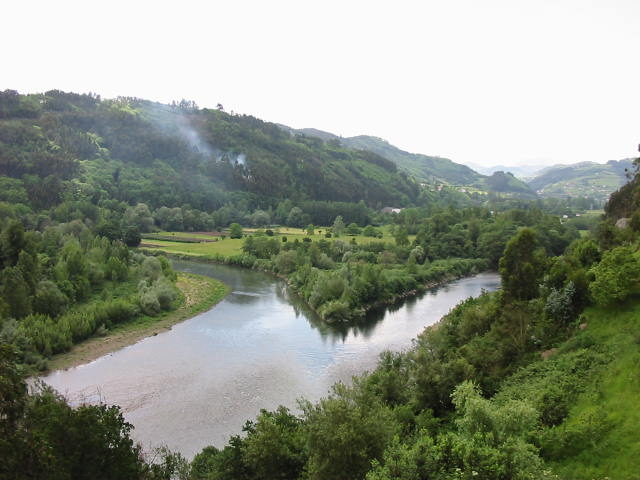
Confluència del riu Narcea amb el Nalón en territori de Pravia

Dins els rius que banyen el territori, el més important és el Narcea, directament o pel seu afluent principal el riu Nonaya. És un riu salmoner i travessa el consell de nord a sud, tot i que canvia de direcció constantment per la seva zona oriental. Rep a Cornellana les aigües del Nonaya. Altre curs destacat, és el riu Aranguín que discorre pel nord en el límit de Pravia i que lliura les seves aigües al Nalón. El riu Lavio inicia el seu curs als voltants de Buscabreiro, passant després a territori valdesà formant part de la conca del riu Esva.

### Clima
El clima que es presenta a la zona és bàsicament el que es dona a la resta de la província, encara que aquí es donen certs trets diferencials.

### Vegetació
La seva vegetació es compon, principalment, de castanys, que es donen als vessants ombrívols i que el seu fruit era part fonamental de l'alimentació dels vilatans. També hi ha roures i alguns bedolls. Les coníferes en forma de pins i els eucaliptus són espècies cada vegada amb més presència a la zona, destacant l'extensió massiva de l'última espècie, arribant a gairebé cotes destructives per a la riquesa natural i paisatgística del concejo, com de tota Astúries. Als boscos de ribera hi creixen freixes, verns, pollancres, salzes i arç i teixos.

### Evolució demogràfica
Salas és un dels majors referents dins la regió pel que fa a la pèrdua gradual de la població durant el segle xx, passant de tenir una població al començament de 17.296 habitants a 6.195 en l'actualitat. L'emigració és, sens dubte, la causa major d'aquest fenomen, sent primer les sortides ultramarines a Amèrica i després, a mitjan centúria, un moviment dirigit a Centreeuropa, a Madrid i sobretot, al centre industrial de la regió, els principals punts de destinació. Els assentaments es produeixen en dues zones clarament marcades: les vegues, que tenen les millors terres i que són les més poblades i els vessants de les muntanyes, que són les més afectades pel despoblament.

## Economia
Pel que fa a l'activitat econòmica del concejo, el sector primari és encara el que genera un nombre més gran d'ocupacions, representant a un 50,85% del total. La ramaderia és l'ocupació majoritària, sent la cabanya vacuna la qual major presència té al concejo. La seva orientació productiva està gairebé en la seva totalitat, dirigida al sector làctic. L'agricultura, principalment, està orientada a l'autoconsum, sent pèsols, verdura i faves els seus productes més conreats.
Al sector secundari industrial i de la construcció, destaquen les indústries dedicades a la fabricació d'aliments, sent la factoria làctia radicada al concejo, la qual agrupa a un nombre més gran d'ocupacions a la fàbrica de Danone. Altres branques d'aquest sector, amb certa importància, són: les fusteres, les ceràmiques i les transformadores de metalls. Avui dia, representa el 19,68% de la població activa del municipi. Finalment, i en relació amb el sector terciari, cal comentar que genera el 29,45% de les ocupacions locals, destacant el comerç i l'hostaleria. És a la capital on es concentra la major part d'aquests serveis, tenint també Cornellana i La Espina, encara que en menor quantitat.

## Política
El partit polític que més temps ha governat al consell de Salas, amb el seu alcalde José Manuel Menéndez Fernández, ha estat el PSOE.
| Eleccions municipals |      |      |      |      |      |      |      |      |
| Partit               | 1979 | 1983 | 1987 | 1991 | 1995 | 1999 | 2003 | 2007 |
| PSOE                 | 0    | 6    | 6    | 9    | 8    | 10   | 8    | 7    |
| PP                   | 4    | 7    | 5    | 4    | 5    | 2    | 5    | 5    |
| IU                   | 0    | 0    | 0    | 0    | 0    | 0    | 0    | 1    |
| UCA                  | 5    |      |      |      |      |      |      |      |
| UCD/CDS              | 4    | -    | 2    | 0    |      |      |      |      |
| CIS                  |      |      |      |      |      | 1    |      |      |
| Total                | 13   | 13   | 13   | 13   | 13   | 13   | 13   | 13   |

## Salencs il·lustres
- Juan Velarde Fuertes, economista.